# Tiefenwasserbelüftung
Mit der Tiefenwasserbelüftung oder hypolimnischen Belüftung wird der Sauerstoffbedarf im Tiefenwasser durch die Luftzufuhr aus der Atmosphäre gedeckt, ohne dabei die natürliche Stratifikation des Sees zu zerstören. Das Tiefenwasser bleibt aerob, die Rücklösung von Phosphaten wird deutlich verringert und die Mineralisation der Sedimente verbessert.
Langjährige wissenschaftliche Erkenntnisse zeigen, dass es möglich ist, das Tiefenwasser durch die technischen Belüftungsmaßnahmen ganzjährig aerob zu halten und dadurch das Gleichgewicht der Seen möglichst effektiv wiederherzustellen.

## Problem der Eutrophierung
Während der Sommerstagnation entsteht in eutrophen, dimiktischen Seen ein Sauerstoffdefizit in den Tiefenzonen. Infolge starker Nährstoffeinträge nimmt die Trophie der Seen zu. Die Folgen sind erhöhte Phosphorkonzentrationen, verstärktes Algenwachstum und eine entsprechend erhöhte Sauerstoffzehrung in den Tiefenzonen. Dadurch kann der hier gespeicherte Sauerstoff im Extremfall vollständig aufgezehrt werden und das Tiefenwasser wird anaerob.
Unter anaeroben Bedingungen treten neue Bakterienpopulationen auf, die den Zersetzungsvorgang im Sediment fortführen. Im anaeroben Milieu entsteht Faulschlamm während sich Ammonium, Eisen und Mangan sowie toxischer Schwefelwasserstoff im Wasserkörper anreichern.
Das Hypolimnion ist jetzt nicht nur lebensfeindlich, sondern es stellen sich in diesem Milieu auch steigende Phosphatrücklösungen aus den Sedimenten ins Tiefenwasser ein, die das Gewässersystem nach der nächsten herbstlichen Vollzirkulation durch erhöhte Phosphorkonzentrationen zunehmend belasten. Besonders in Hinblick auf die Trinkwasserproduktion in Talsperren und die dafür geltenden Grenzwerte der Trinkwasserverordnung stellen diese Verschlechterungen des Gewässerzustands ein ernstes Problem dar. Die Tiefenwasserbelüftung kann diesen Prozess verhindern.

## Technische Möglichkeiten der Tiefenwasserbelüftung
Bei der Tiefenwasser-Belüftung wird das Tiefenwasser mit Sauerstoff angereichert – es sollen nur die unteren Schichten behandelt werden, damit keine Durchmischung stattfindet.
Nur wenige Techniken sind für die Tiefenwasserbelüftung geeignet – die Herausforderung ist die Wassersäule – bei hohem Druck in der Tiefe muss der Sauerstoff in möglichst feinen Blasen ausströmen und als gelöster Sauerstoff in den Wasserkörper übergehen.

### Technologien
Es gibt unterschiedliche Methoden der Tiefenwasser-Belüftungsanlagen: starre senkrecht im Wasser stehende Einzel-Belüfter (TIBEAN oder auch TWBA abgekürzt) oder auf der Gewässersohle verlegte Druck-ausgleichende Feinblasige Belüftungslinien (DRAUSY oder auch Druck-ausgleichendes Schlauchsystem).

### Einsatzmöglichkeiten
Die Einsatzmöglichkeiten von Tiefenwasserbelüftungsanlagen sind vielseitig:
- Erhaltung der Tiefenzone als aeroben Lebensraum für Fische und andere höhere Lebewesen.[2][3]
- Reduzierung des Nährstoffangebots im Gewässer.[1]
- Verhinderung von Faulschlammbildung, verstärkter Ammoniumproduktion und Bildung von toxischem Schwefelwasserstoff.[1]
- Verringerung der Kosten der Trinkwasserherstellung.[1]
- Gezielte Behandlung des Tiefenwassers mit Fällmitteln.

#### Trinkwasserherstellung in Talsperren
Speziell in Hinblick auf die Trinkwasserherstellung in Talsperren ermöglicht die Tiefenwasserbelüftung eine signifikante Verringerung der Kosten und eine erleichterte technische Aufbereitung des Tiefenwassers.
Da in Talsperren meistens das Tiefenwasser unterhalb der Sprungschicht zur Trinkwasserherstellung abgezogen wird, hat eine verbesserte Wasserqualität des Hypolimnions einen direkten Einfluss auf die Trinkwasserherstellung. Im Hinblick auf die geltenden Grenzwerte der Trinkwasserverordnung ergeben sich folgende Zusammenhänge:

##### pH-Wert und Korrosion
Für den pH-Wert von Trinkwasser gilt der Grenzwert: 6,5 bis 9,5. pH-Werte die vom neutralen Bereich (pH 6,5 bis 7,5) abweichen, stellen grundsätzlich ein Problem dar, da sie einen Hinweis auf das Korrosionsverhalten des Wassers geben. So greift leicht saures Wasser (pH 4 bis 6,5) meist verzinkte Eisenrohre, aber auch Kupfer- und Asbestzementrohre an. Man spricht hierbei von der Säurekorrosion. Praktische Erfahrungen haben gezeigt, dass die Verwendung ungeschützter, verzinkter Stahlrohrleitungen nur bei neutralen pH-Werten von etwa 7,3 möglich ist. Durch niedrigere pH-Werte wird die Abtragung der Reinzinkschicht gefördert.
Natürliche kalte Wässer zeigen infolge der gelösten Salze und Gase meist eine leicht alkalische Reaktion. Dies geschieht durch die Einstellung von Gleichgewichtskonzentrationen des gelösten Kohlendioxids in Form von Hydrogenkarbonationen und Karbonationen.
Höhere alkalische pH-Werte (pH 9 bis 14) führen in Gegenwart von Sauerstoff als Oxidationsmittel zur sogenannten Sauerstoffkorrosion.
Zur Vermeidung der beschriebenen Säure- bzw. Sauerstoffkorrosion werden dem Rohwasser bei der Trinkwasserherstellung Pufferlösungen zudosiert.
Durch die pH-Wert stabilisierende Wirkung der Tiefenwasserbelüftung kann der Einsatz dieser Pufferlösungen reduziert und somit die Betriebskosten gesenkt werden.

##### Eisen und Mangan
Für die Konzentrationen von Eisen und Mangan in Trinkwasser gelten die Grenzwerte 200 µg/l bzw. 50 µg/l. Obwohl sie als essentielle Spurenelemente im Trinkwasser durchaus erwünscht sind, werden bereits leicht erhöhte Eisen- bzw. Mangankonzentrationen aus technischer und hygienischer Sicht als störend betrachtet. Eisen und Mangan sind bei sauerstoffarmem Wasser als Ionen gelöst. Das natürlich vorhandene Eisen und Mangan liegt vorwiegend als zweiwertige, lösliche Eisen-II- bzw. Mangan-II-Verbindung vor. Bei sehr hohen Konzentrationen macht sich eine gelbe Färbung des Wassers bemerkbar. Wird diesem Wasser Sauerstoff zugeführt, erfolgt die Oxidation zu dreiwertigem Eisen bzw. Mangan, wobei Eisen rotbraune und Mangan schwarze Niederschläge bildet. Diese Niederschläge verursachen Färbungen und Trübungen des Wassers und führen zu den als Rostflecken bekannten Wäscheverfärbungen. Die Fällungen können außerdem zur Verengung von Rohrleitungen und Ablagerungen auf Armaturen führen. Eisengehalte über 0,3 mg/l und Mangangehalte über 0,5 mg/l machen sich als unangenehmer metallischer Geschmack bemerkbar.
Die Tiefenwasserbelüftung stellt ein aerobes Milieu des Hypolimnions sicher und sorgt somit für eine Oxidation und Fällung der gelösten Eisen- und Manganverbindungen, bevor das Wasser in den entsprechenden Anlagen zu Trinkwasser aufbereitet wird. Auf diese Weise lassen sich weitere Betriebskosten für die Entfernung der gelösten Eisen- und Manganverbindungen einsparen.
Die Menge und Mobilität von Eisen ist ebenfalls für die Beeinflussung des redoxkontrollierten Phosphor-Haushaltes bedeutsam. Das aus anaeroben Sedimentschichten nachdiffundierende zweiwertige Eisen wird an der Grenzzone zwischen anaerobem Sediment und aerobem Wasser oxidiert und kann sich dadurch in der obersten Sedimentschicht anreichern. Je stärker diese Anreicherung ist, desto wirksamer kann die aerobe Grenze zwischen Sediment und Wasser als Diffusionsbarriere für Phosphat fungieren.

##### Nährstoffkonzentrationen und Faulschlammbildung
Wie bereits erwähnt, dient die Tiefenwasserbelüftung in einem hohen Maße auch der Reduzierung von Nährstoffkonzentrationen. Aerobe Bedingungen fördern die Nitrifikation und die nachfolgende Denitrifikation, was zur Stickstoffentlastung des Systems beiträgt. Durch die chemische und mikrobielle Oxidation reduzierter Substanzen wie Schwefelwasserstoff und Methan kann die Abbauaktivität von organischer Materie intensiviert und damit die Faulschlammbildung verringert werden. Aerobe Bedingungen im Tiefenwasser gelten außerdem als wichtige Voraussetzung, die redoxkontrollierte Rücklösung von Phosphor aus dem Sediment zu verringern bzw. eine Rückfällung von freigesetztem Phosphor zu ermöglichen. Auf diesem Wege können durch die Tiefenwasserbelüftung zusätzliche Kosten bei der Trinkwasserproduktion wie beispielsweise durch Verzicht auf eine Denitrifikationsstufe oder ein geringerer Bedarf an Flockungsmitteln eingespart werden.

### Planung und Auslegung einer Tiefenwasserbelüftung
Der erste Schritt sollte immer eine morphometrische Vermessung des Gewässers sein, um den Gewässeruntergrund und die damit verbundenen Anforderungen an die technische Auslegung einschätzen zu können und später den optimalen Standort der Anlage zu bestimmen.
Zur exakten technischen Auslegung bedarf es der Auswertung diverser Messreihen von Parametern wie Nährstoffkonzentrationen, Temperaturschichtung, pH-Wert und zeitlicher Sauerstoffganglinie, um Berechnungen von Strömungsgeschwindigkeiten, Stofftransportmengen und Schwebstoffverteilung im Hypolymnion vornehmen zu können. Die Entscheidungsfindung bei der Auswahl geeigneter Techniken hängt von unterschiedlichen Faktoren ab – wird eine punktuell oder flächige Behandlung angestrebt, wie hoch ist der Sauerstoffbedarf, in welcher Tiefe soll behandelt werden etc.

### Beispiele erfolgreicher Tiefenwasserbelüftungen
- Aabachtalsperre (Paderborn, NRW)
- Achimsee (Winsen, Niedersachsen)
- Auensee (Leipzig, Sachsen)

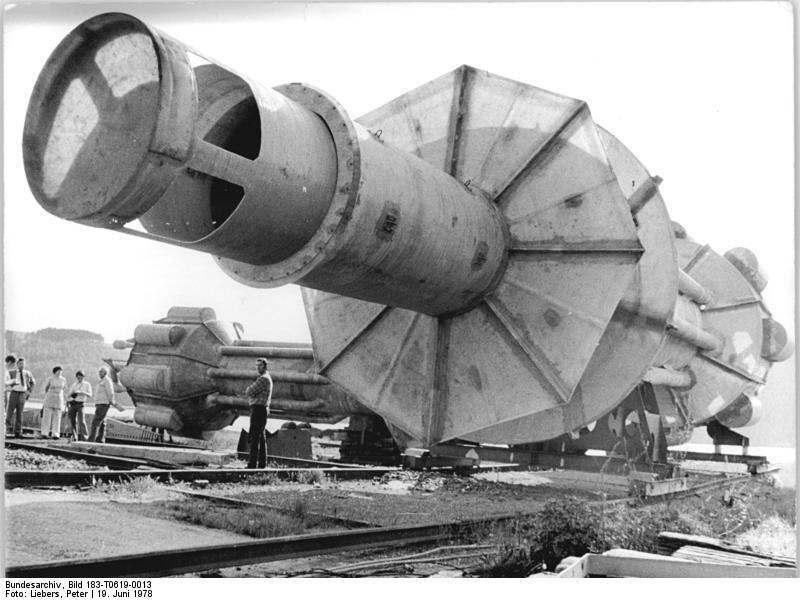
Tiefenwasserbelüftungsanlage vom Typ „Schönbrunn“ an der Bleilochtalsperre, 1978

- Badesee Bensheim (Bensheim, Hessen)
- Badesee Gernsheim (Gernsheim, Hessen)
- Bleilochtalsperre (Saale-Orla-Kreis, Thüringen)
- Bootshafen Kiel (Kiel, SH)
- Brennsee (Villach, Österreich)
- Eichbaumsee (Allermöhe, Hamburg), Problem besteht fort
- Esterhazy See (Eisenstadt, Österreich)
- Flensburger Hafen (Flensburg, SH)
- Freibad Walldorf (Walldorf, BW)
- Fühlinger See (Köln, NRW)
- Glambecker See (Neustrelitz, MV)
- Heidesee Forst (Forst, BW)
- Heilenbecker Talsperre (Ennepetal, NRW)
- Kahrteich (Wien, Österreich)
- Krupunder See (Pinneberg, SH)
- Lago di Terlago (Trient, Italien)
- Lazberc Stausee (Bánhorváti, Ungarn)
- Lagoa das Furnas (Furnas, Portugal)
- Muggesfelder See (Segeberg, SH)
- Poviestsee (Warthe, Brandenburg)
- Runstedter See (Braunsbedra, Sachsen-Anhalt)
- Sacrower See (Potsdam, Brandenburg)
- Schlesersee (Carpin, MV)
- Schmaler Luzin (Feldberg, MV)
- Talsperre Schönbrunn (Kreis Hildburghausen, Thüringen), nur kurz eingesetzt
- Sodenmattsee (Bremen, Bremen)
- Steinbrunner See (Steinbrunn, Österreich)
- Tilgteich (Wien, Österreich)
- Wahnbachtalsperre (Siegburg, NRW)
- Waldsee (Forst, Baden-Württemberg)
- Watzelsdorfer See (Watzelsdorf, Österreich)